# Saint-Médard (Gers)
Saint-Médard è un comune francese di 342 abitanti situato nel dipartimento del Gers nella regione dell'Occitania.

## Società

### Evoluzione demografica
Abitanti censiti